# Саванна овесарка
Саванна овесарка (Passerculus sandwichensis) е вид птица от семейство Овесаркови (Emberizidae), единствен представител на род Passerculus.

## Разпространение и местообитание
Разпространен е в Бахамските острови, Белиз, Бермудските острови, Гватемала, Кайманови острови, Канада, Коста Рика, Куба, Мексико, Салвадор, САЩ, Сен Пиер и Микелон, Търкс и Кайкос и Хондурас.